# 융실레 SK
융실레 SK(Ljungskile SK)는 1926년에 창단된 스웨덴 융실레의 축구 클럽으로, 현재 디비전 1에서 활동하고 있다.

## 선수 명단

### 현역
참고: FIFA 자격 규정에 따라 소속된 국가대표팀 국기를 표시합니다. 선수는 복수의 FIFA 비회원국 국적을 가지고 있을 수 있습니다.
| 번호 | 포지션 | 국적       | 이름          |
| ---- | ------ | ---------- | ------------- |
| 10   | MF     | 크로아티아 | 필립 암브로즈 |

| 번호 | 포지션 | 국적 | 이름        |
| ---- | ------ | ---- | ----------- |
| 60   | DF     | 가나 | 기드온 멘사 |